# 小山 (品川区)
小山（こやま）は、東京都品川区の町名。現行行政地名は小山一丁目から小山七丁目。住居表示実施済区域。

## 地理
北で小山台、北東で西五反田、東から南にかけて荏原、南西で目黒区洗足・原町、西で目黒区目黒本町と隣接する。全体的に台地になっており、小山五丁目と小山六丁目の境を立会川が流れている。東急目黒線（旧目蒲線）と中原街道に挟まれた不動前駅から武蔵小山駅・西小山駅・洗足駅に至る細長い町。小山七丁目は田園都市 (企業)（現在の東急）が分譲した洗足田園都市の一部である。立会川沿いにはかつて西小山三業地（昭和3年許可同4年開業、戦後は赤線指定）があり栄えたこともあった。小山三丁目には都内最長のアーケードを持つ武蔵小山商店街（パルム）がある。

### 地価
住宅地の地価は、2025年（令和7年）1月1日の公示地価によれば、小山5-7-12の地点で93万円/m2、小山7-13-2の地点で98万円/m2となっている。

## 歴史
江戸時代から小山村と呼ばれた地域である。明治期に入り、東京府荏原郡小山村となるが、1889年（明治22年）の町村制施行により、付近の中延村、戸越村と合併して成立した平塚村の大字名となった。この頃の小字には瀧原下、瀧原、弁天町、池谷、南耕地等があった。立会川沿いにはかつて西小山三業地（昭和3年許可同4年開業 戦後は赤線指定）があり、小料理屋や銭湯が栄えたこともあったが、現在は西小山駅北側の桜並木になっておりほぼ面影はない。現在の小山一丁目から七丁目は、平塚村大字小山、荏原町大字小山を経て荏原区小山町となった一部である。

### 地名の由来
現在のところ、寛永2年（1625年）、江戸幕府から出された朱印状に「小山村」とあるのが初見とされている。地内の鎮守小山八幡神社が小高い山になっていたことから小山と呼ばれるようになったという説が有力。

### 町名の変遷
| 実施後     | 実施年月日   | 実施前（特記なければ各町丁ともその一部） |
| ---------- | ------------ | ---------------------------------------- |
| 小山一丁目 | 1965年9月1日 | 小山の全域、西大崎3の一部                |
| 小山二丁目 | 1965年9月1日 | 小山の全域、西大崎3の一部                |
| 小山三丁目 | 1965年9月1日 | 小山の全域、西大崎3の一部                |
| 小山四丁目 | 1965年9月1日 | 小山の全域、西大崎3の一部                |
| 小山五丁目 | 1965年9月1日 | 小山の全域、西大崎3の一部                |
| 小山六丁目 | 1965年9月1日 | 小山の全域、西大崎3の一部                |
| 小山七丁目 | 1965年9月1日 | 小山の全域、西大崎3の一部                |

## 世帯数と人口
2023年（令和5年）1月1日現在（東京都発表）の世帯数と人口は以下の通りである。
| 丁目       | 世帯数     | 人口     |
| ---------- | ---------- | -------- |
| 小山一丁目 | 1,195世帯  | 2,081人  |
| 小山二丁目 | 1,757世帯  | 3,086人  |
| 小山三丁目 | 2,532世帯  | 4,634人  |
| 小山四丁目 | 1,732世帯  | 2,827人  |
| 小山五丁目 | 1,616世帯  | 2,822人  |
| 小山六丁目 | 2,446世帯  | 3,946人  |
| 小山七丁目 | 662世帯    | 1,336人  |
| 計         | 11,940世帯 | 20,732人 |

### 人口の変遷
国勢調査による人口の推移。
| 年                 | 人口   |
| ------------------ | ------ |
| 1995年（平成7年）  | 17,464 |
| 2000年（平成12年） | 17,373 |
| 2005年（平成17年） | 17,854 |
| 2010年（平成22年） | 18,430 |
| 2015年（平成27年） | 19,589 |
| 2020年（令和2年）  | 21,086 |

### 世帯数の変遷
国勢調査による世帯数の推移。
| 年                 | 世帯数 |
| ------------------ | ------ |
| 1995年（平成7年）  | 8,225  |
| 2000年（平成12年） | 8,665  |
| 2005年（平成17年） | 9,507  |
| 2010年（平成22年） | 10,177 |
| 2015年（平成27年） | 11,122 |
| 2020年（令和2年）  | 11,998 |

## 学区
区立小・中学校に通う場合、学区は以下の通りとなる（2020年4月時点）。
| 丁目       | 番地                                    | 小学校                 | 中学校                 |
| ---------- | --------------------------------------- | ---------------------- | ---------------------- |
| 小山一丁目 | 1番3〜4号 2番1号 3番5号 3番7～9号、28号 | 品川区立第四日野小学校 | 品川区立荏原第一中学校 |
| 小山一丁目 | その他                                  | 品川区立後地小学校     | 品川区立荏原第一中学校 |
| 小山二丁目 | 全域                                    | 品川区立後地小学校     | 品川区立荏原第一中学校 |
| 小山三丁目 | 全域                                    | 品川区立小山小学校     | 品川区立荏原第一中学校 |
| 小山四丁目 | 全域                                    | 品川区立小山小学校     | 品川区立荏原第六中学校 |
| 小山五丁目 | 全域                                    | 品川区立小山小学校     | 品川区立荏原第六中学校 |
| 小山六丁目 | 全域                                    | 品川区立第二延山小学校 | 品川区立荏原第六中学校 |
| 小山七丁目 | 全域                                    | 品川区立第二延山小学校 | 品川区立荏原第六中学校 |

| 丁目       | 番地                                      | 小学校                 | 中学校                 |
| ---------- | ----------------------------------------- | ---------------------- | ---------------------- |
| 小山一丁目 | 1番2〜7号 2番1号 3番5〜10号、28号 4〜11番 | 品川区立第四日野小学校 | 品川区立荏原第一中学校 |
| 小山一丁目 | その他                                    | 品川区立後地小学校     | 品川区立荏原第一中学校 |
| 小山二丁目 | 全域                                      | 品川区立後地小学校     | 品川区立荏原第一中学校 |
| 小山三丁目 | 全域                                      | 品川区立後地小学校     | 品川区立荏原第一中学校 |
| 小山四丁目 | 全域                                      | 品川区立小山小学校     | 品川区立荏原第六中学校 |
| 小山五丁目 | 全域                                      | 品川区立小山小学校     | 品川区立荏原第六中学校 |
| 小山六丁目 | 全域                                      | 品川区立第二延山小学校 | 品川区立荏原第六中学校 |
| 小山七丁目 | 全域                                      | 品川区立第二延山小学校 | 品川区立荏原第六中学校 |

## 交通

### 鉄道
東急目黒線が北西部を通り、武蔵小山駅・西小山駅が設置されている。南部では洗足駅も利用できる。

### バス
一丁目と西五反田の間を通る道に渋72系統の渋谷駅 - 五反田駅間が（西五反田四丁目もしくは桐ヶ谷）、武蔵小山駅に反11系統の五反田駅 - 世田谷区民会館・弦巻営業所間が経由する。南部の六・七丁目からは西側（目黒区洗足）を走る渋71系統の洗足駅 - 渋谷駅間（洗足駅、区立九中前）の利用も可能。

### 道路
- 東京都道420号鮫洲大山線（26号線通り） - 武蔵小山駅付近を通る。

## 事業所
2021年（令和3年）現在の経済センサス調査による事業所数と従業員数は以下の通りである。
| 丁目       | 事業所数  | 従業員数 |
| ---------- | --------- | -------- |
| 小山一丁目 | 37事業所  | 920人    |
| 小山二丁目 | 91事業所  | 607人    |
| 小山三丁目 | 346事業所 | 2,843人  |
| 小山四丁目 | 168事業所 | 730人    |
| 小山五丁目 | 103事業所 | 534人    |
| 小山六丁目 | 214事業所 | 1,017人  |
| 小山七丁目 | 34事業所  | 156人    |
| 計         | 993事業所 | 6,807人  |

### 事業者数の変遷
経済センサスによる事業所数の推移。
| 年                 | 事業者数 |
| ------------------ | -------- |
| 2016年（平成28年） | 1,075    |
| 2021年（令和3年）  | 993      |

### 従業員数の変遷
経済センサスによる従業員数の推移。
| 年                 | 従業員数 |
| ------------------ | -------- |
| 2016年（平成28年） | 6,532    |
| 2021年（令和3年）  | 6,807    |

## 施設
- 武蔵小山駅、西小山駅
- etomo武蔵小山
- 厳島神社（弁天神社）
- 荏原消防署小山消防出張所
- 品川小山三郵便局
- 品川小山五郵便局
- 品川区立中原保育園
- 社会福祉法人石井保育園
- キッズルームグリム
- なないろ保育園
- 品川区立小山小学校
- 品川区立後地小学校
- 品川区立荏原第六中学校
- 東京都立小山台高等学校
- 日本酸素ホールディングス本社

## 出身・ゆかりのある人物
- 高橋治則（イ・アイ・イ・インターナショナル社長）
- 高橋治之（電通顧問、専務）

## その他

### 日本郵便
- 郵便番号 : 142-0062[3]（集配局 : 荏原郵便局[16]）。